# Poste vaticane
Pour les articles homonymes, voir La Poste.
La Poste vaticane (en italien: Poste vaticane) est l'entreprise postale de l'État de la Cité du Vatican. Elle dépend de la Direction des télécommunications du Gouvernorat de la Cité du Vatican et elle est responsable de la distribution du courrier au Vatican et du transfert postal international.
La Poste vaticane est fondée le 11 février 1929 avec les accords du Latran ; elle est membre de l'Union postale universelle depuis le 1er juin 1929, et de la Small European Postal Administration Cooperation depuis 2011. 
La Poste vaticane émet ses propres timbres, valides uniquement dans le territoire de la Cité du Vatican et dans les propriétés extraterritoriales du Saint-Siège en Italie, par exemple la résidence d'été du pape à Castel Gandolfo, le Latran ou la basilique Saint-Paul-hors-les-Murs.
Trois bureaux de la Poste vaticane sont ouverts au public : deux d'entre eux sont situés sur la place Saint-Pierre à la fin des colonnades à gauche et à droite. En outre, il existe un bureau de poste dans le musée du Vatican.
Les taux d'affranchissement dépendent des tarifs de la Poste italiane. Généralement, la Poste vaticane est plus rapide et plus fiable que la Poste italienne, le courrier étant porté directement à Zurich où il est trié. 

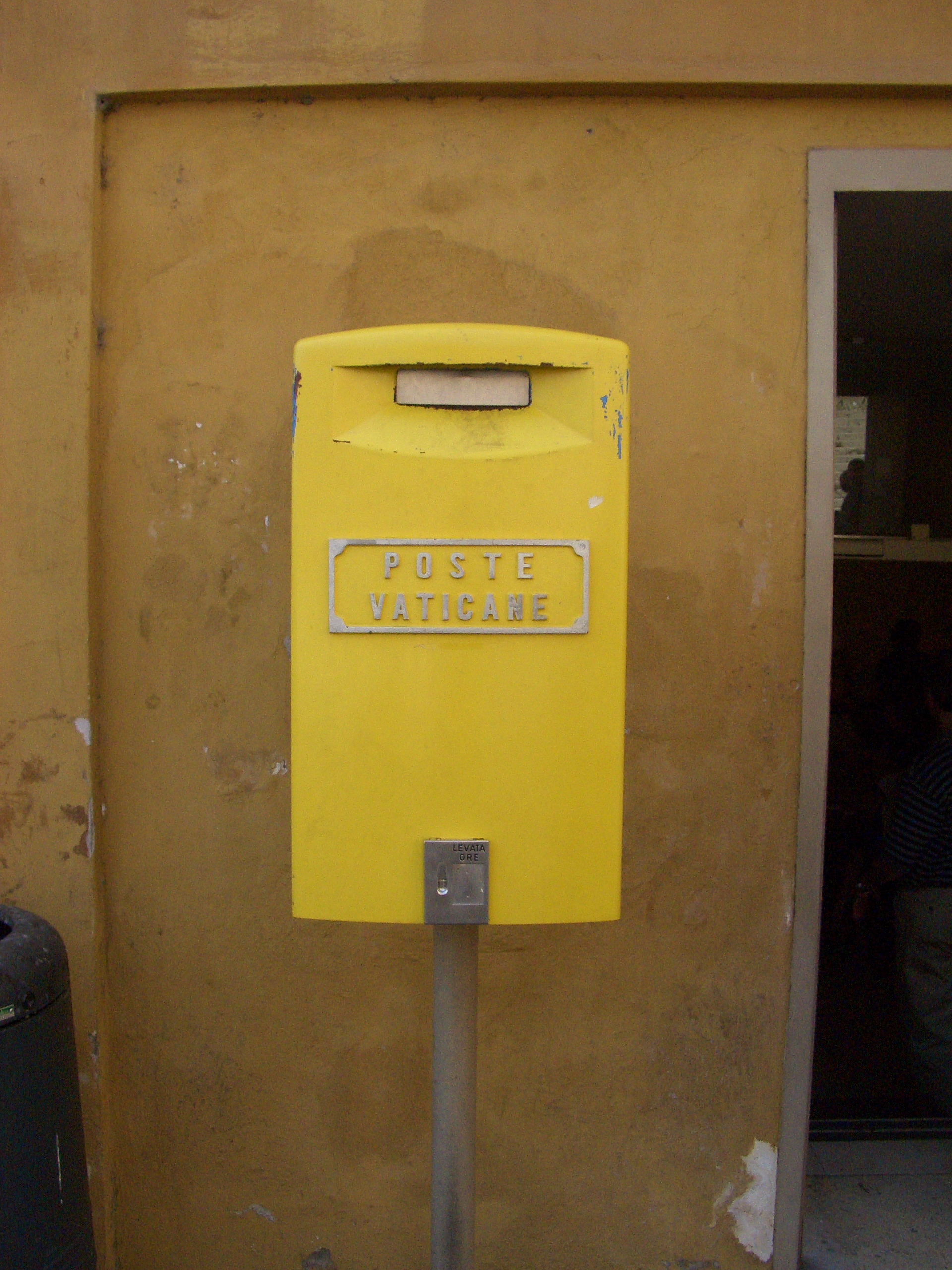
Boîte aux lettres de la Poste vaticane

Pour envoyer à l'étranger des objets de valeur ou des produits soumis à droit d'accise (alcool, tabac, parfum, café), il est important de noter que l'État souverain de la Cité du Vatican n'est pas membre de l'Union européenne et il n'existe aucun accord douanier spécial entre le Vatican et l'Union européenne comme avec Monaco, l'Andorre ou Saint-Marin. C'est-à-dire que les objets envoyés par la Poste vaticane sont sous réserve à des droits de douane.

## Liens externes

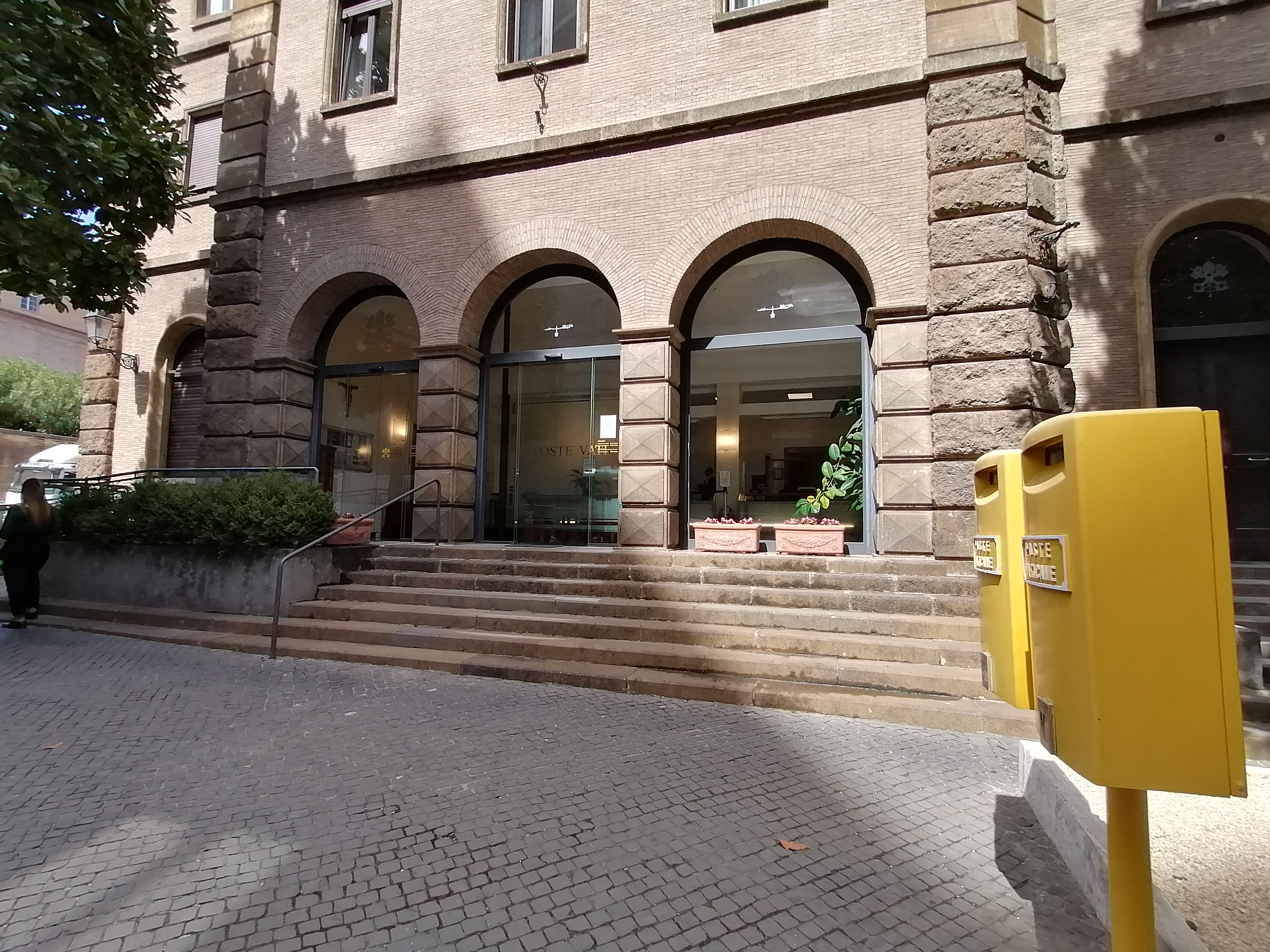
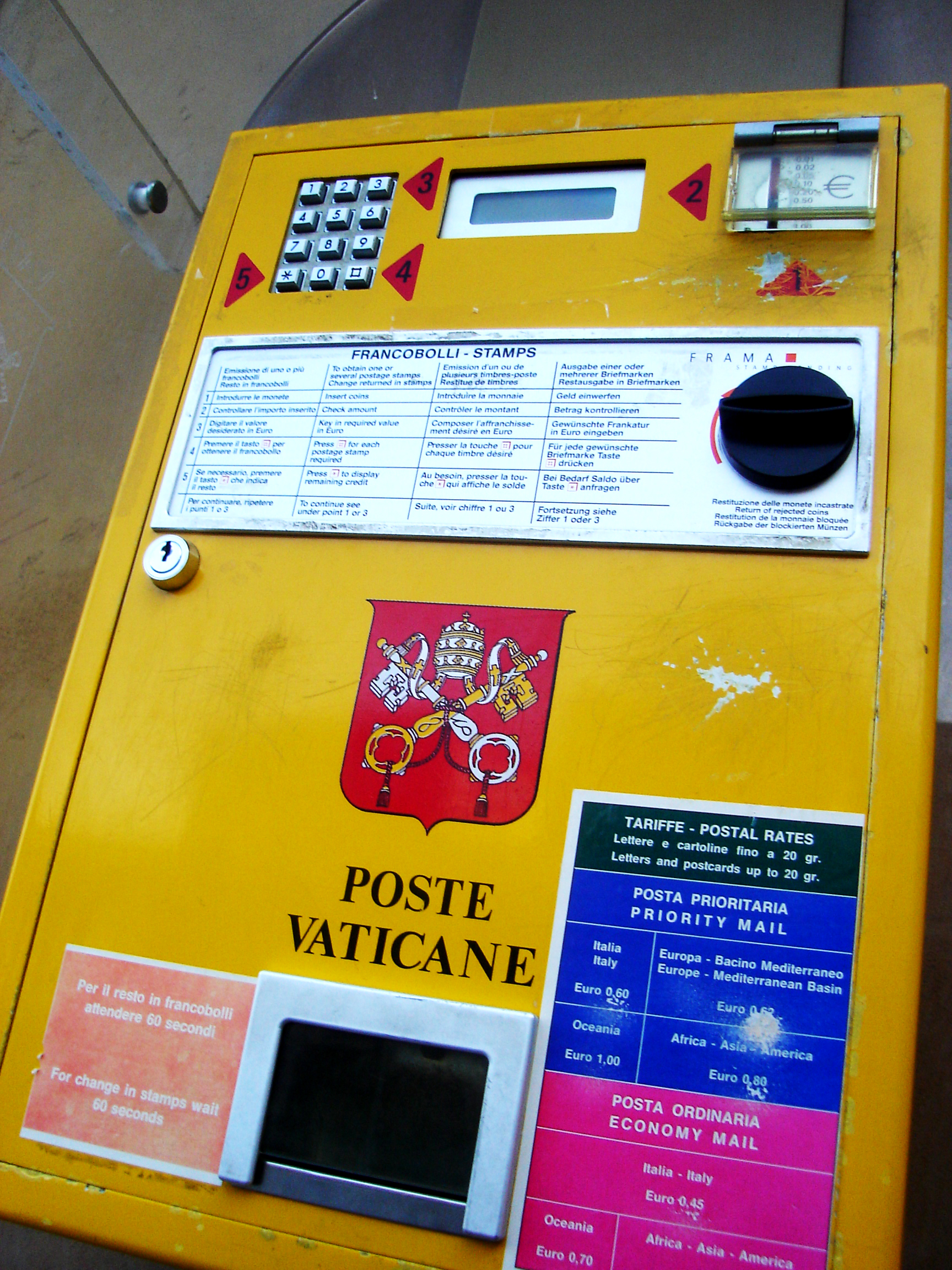
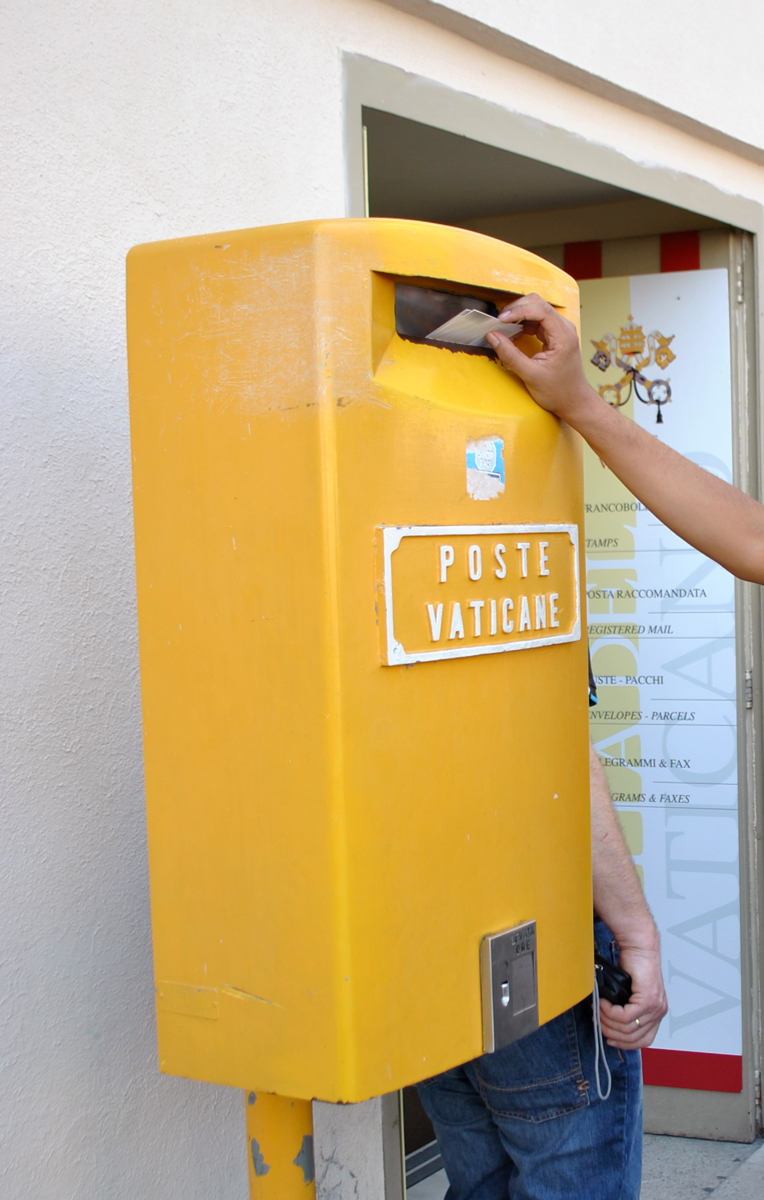
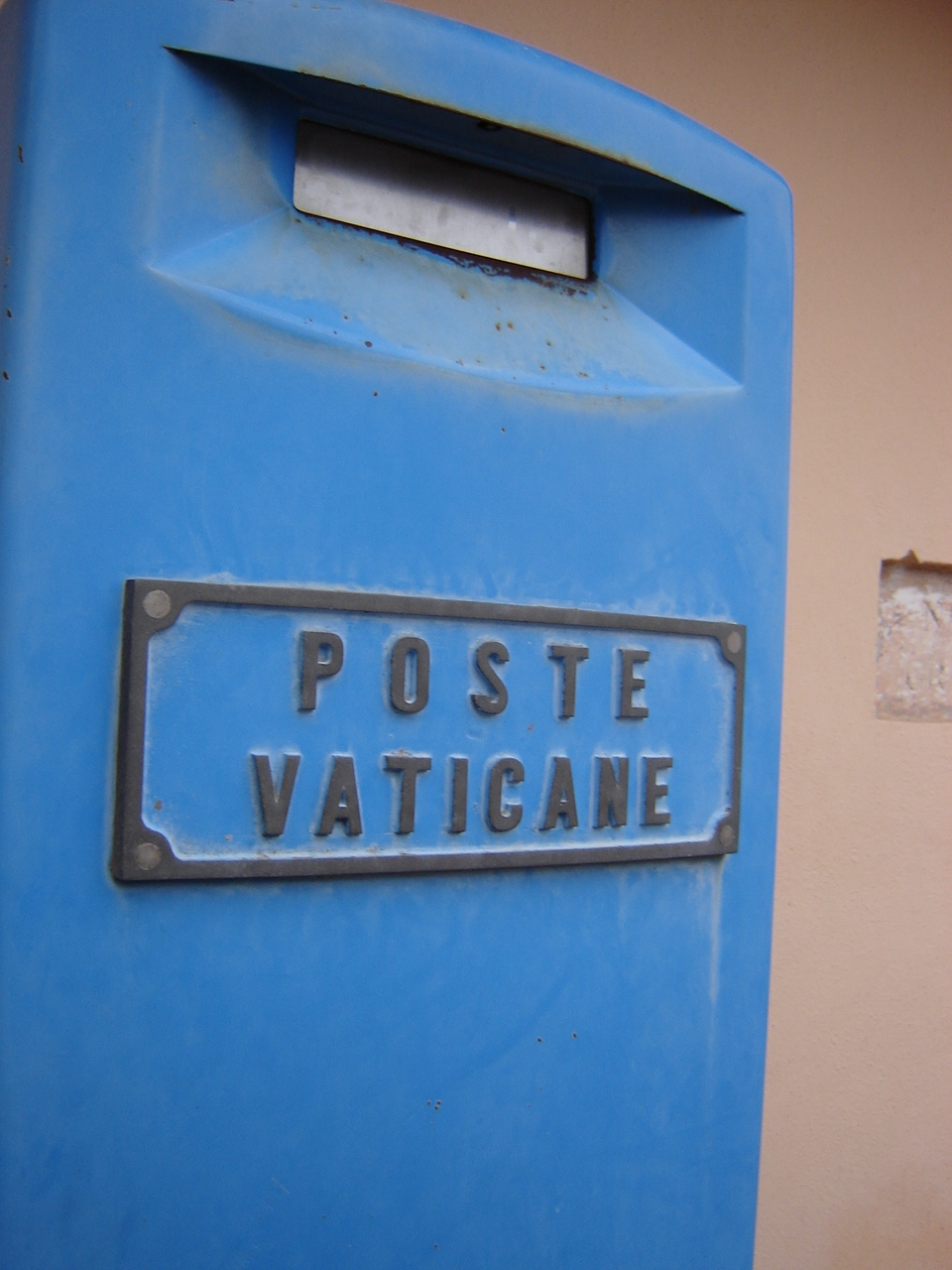
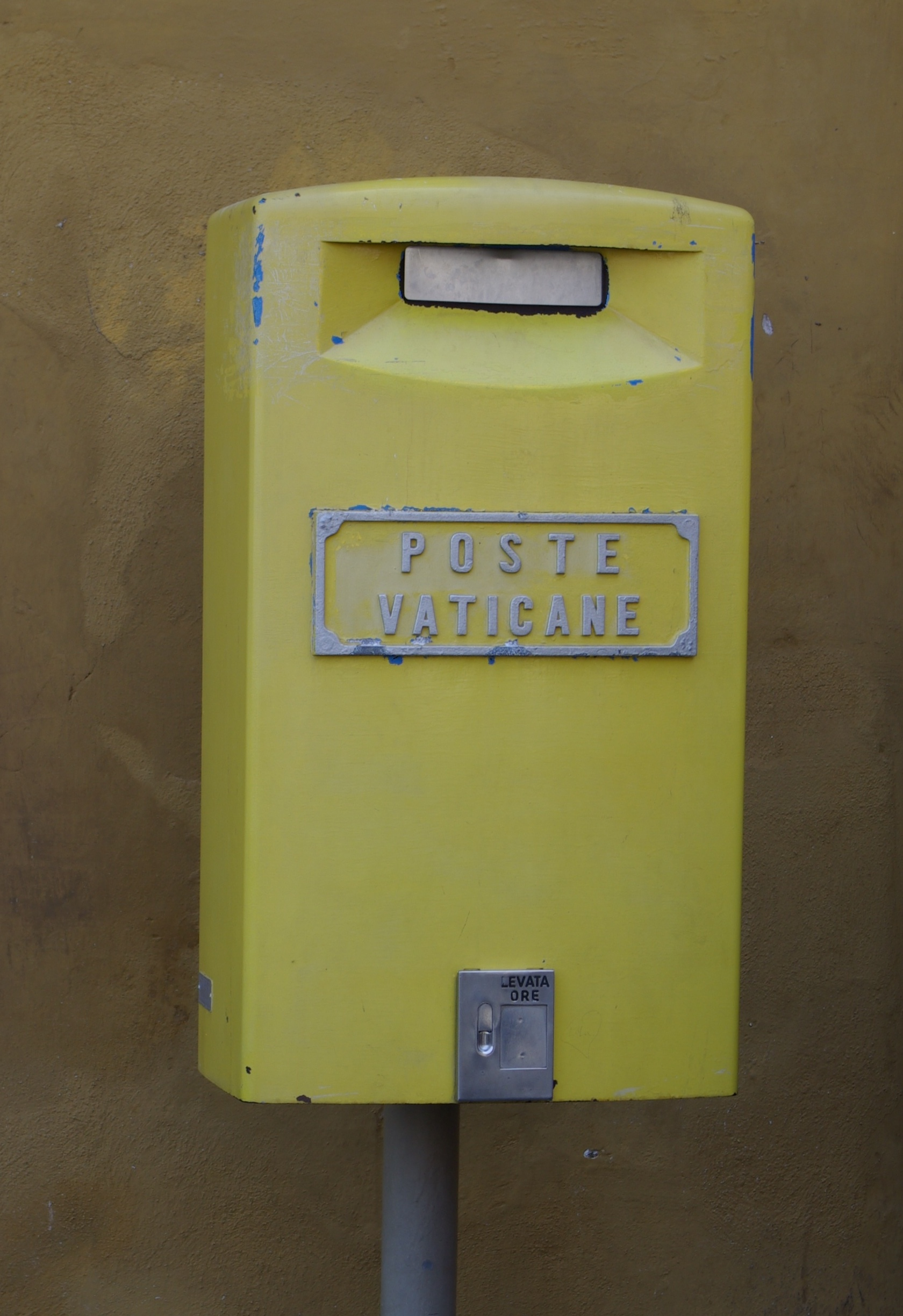
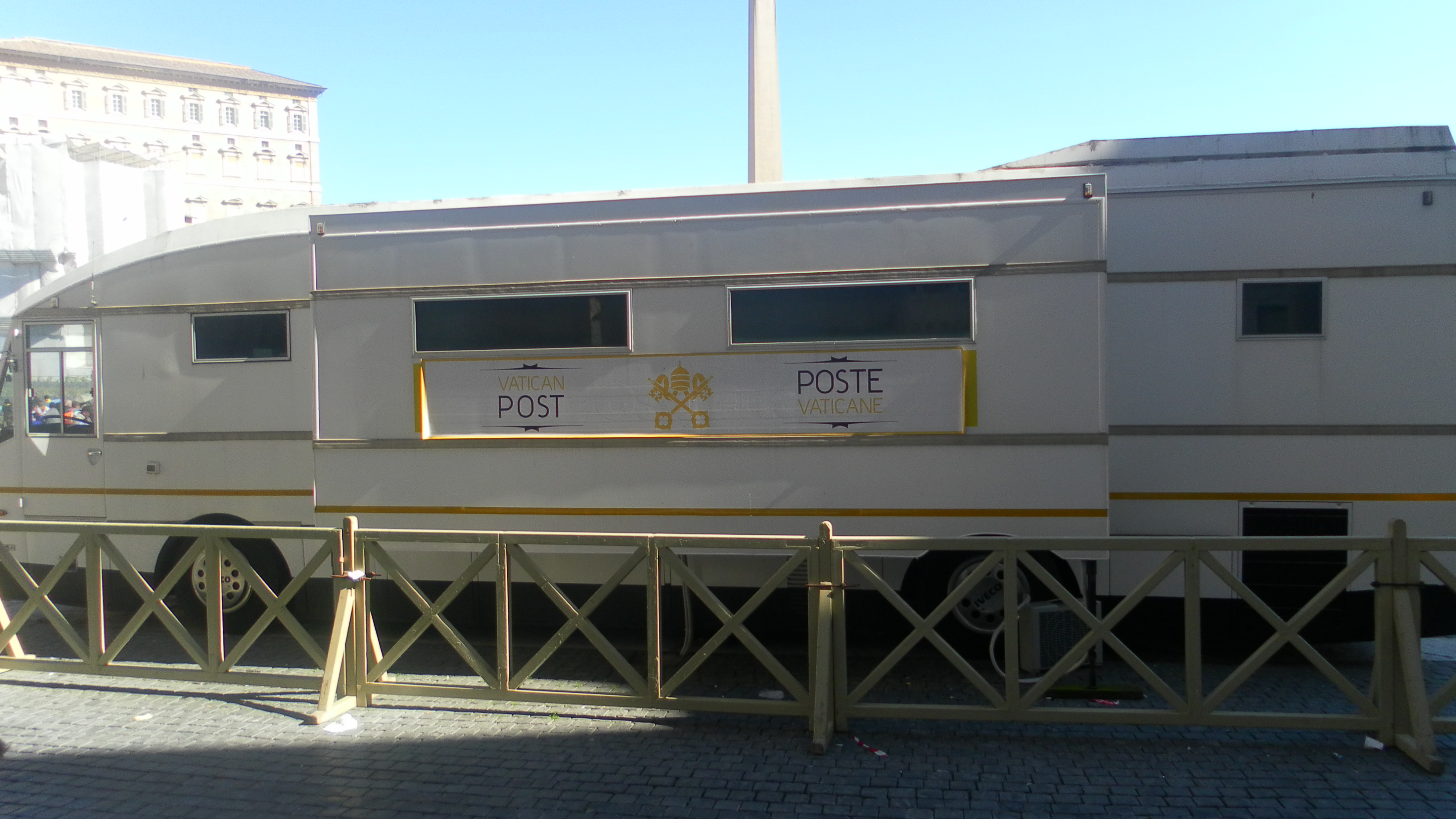
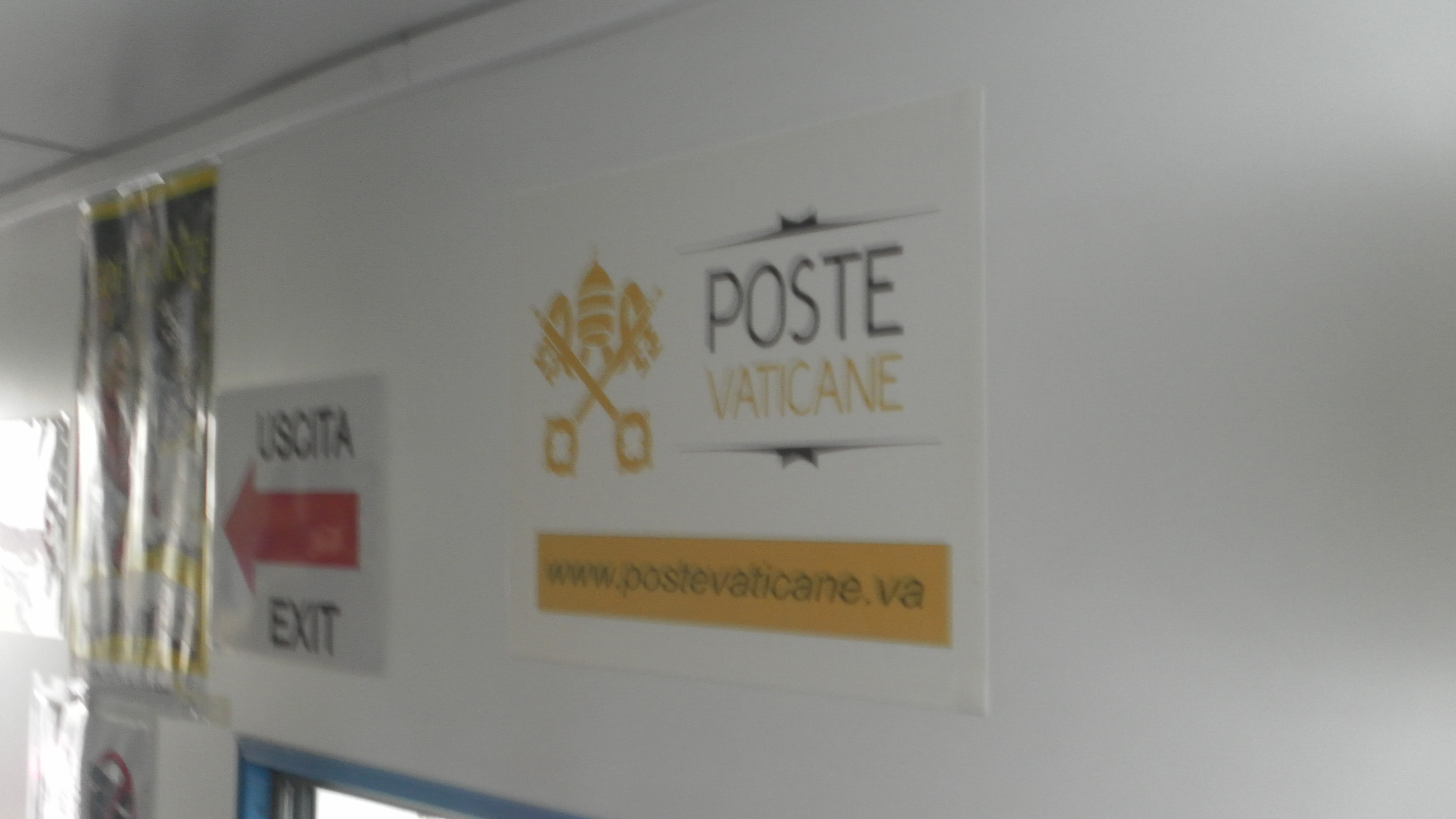
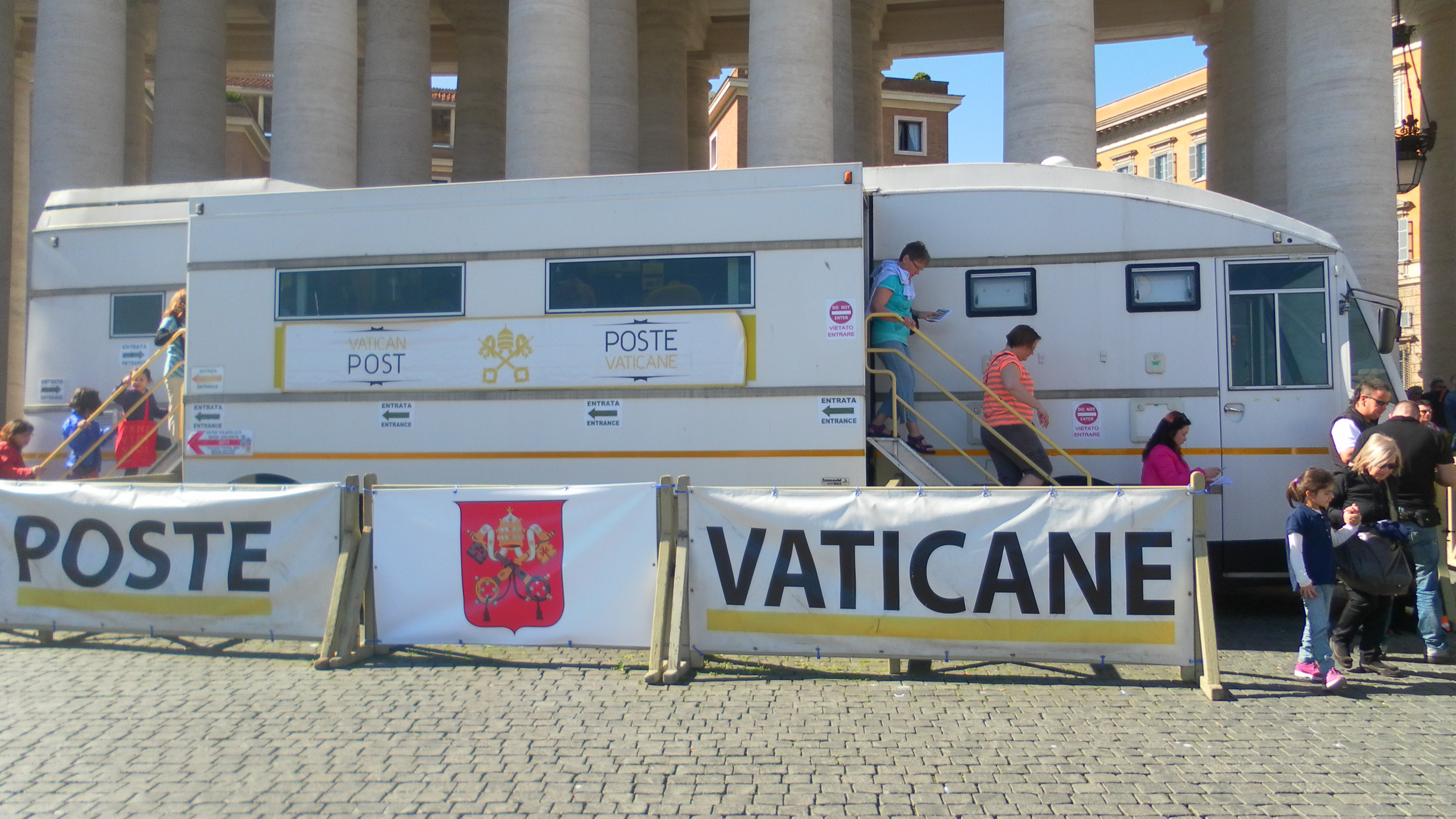
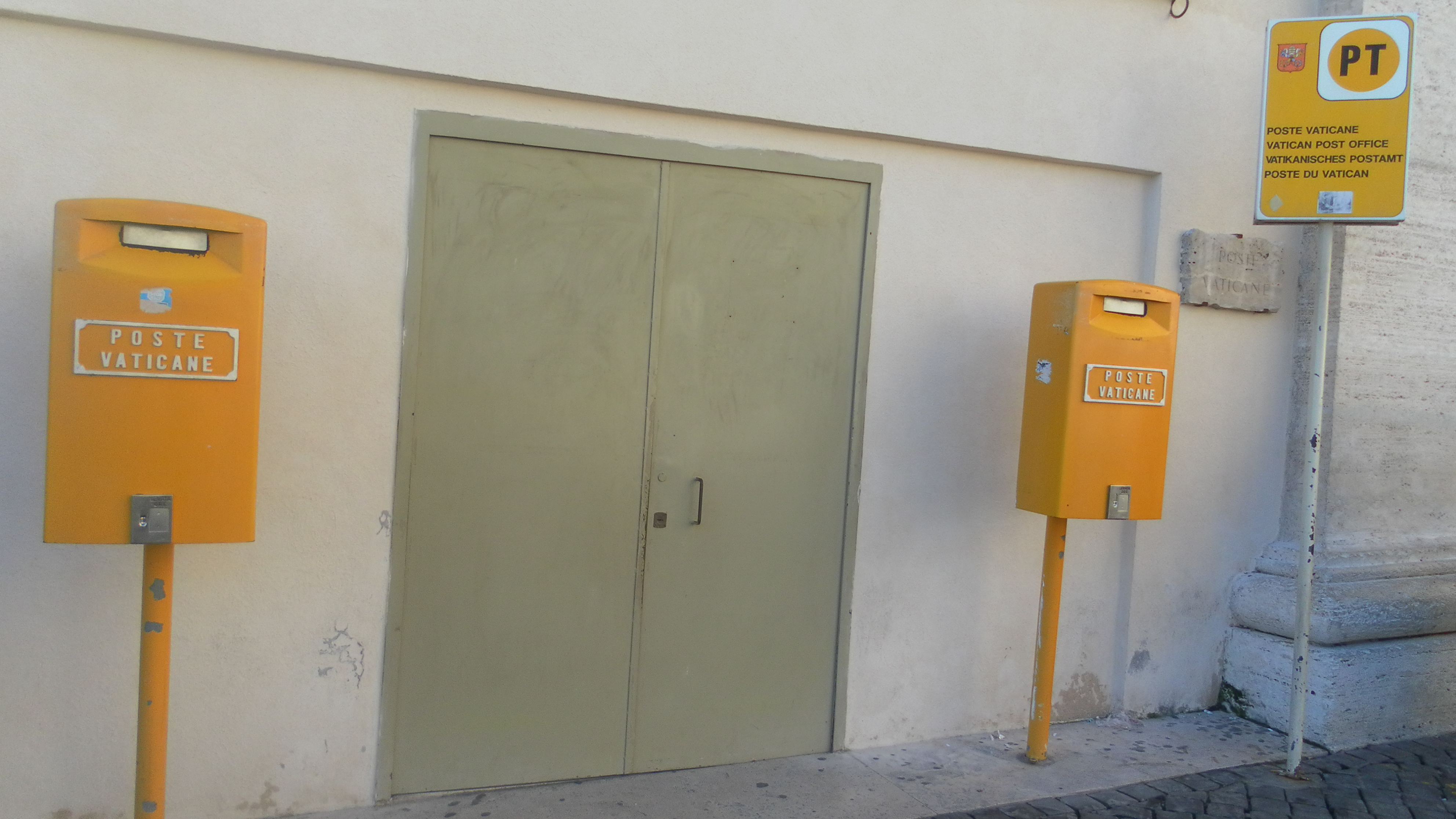
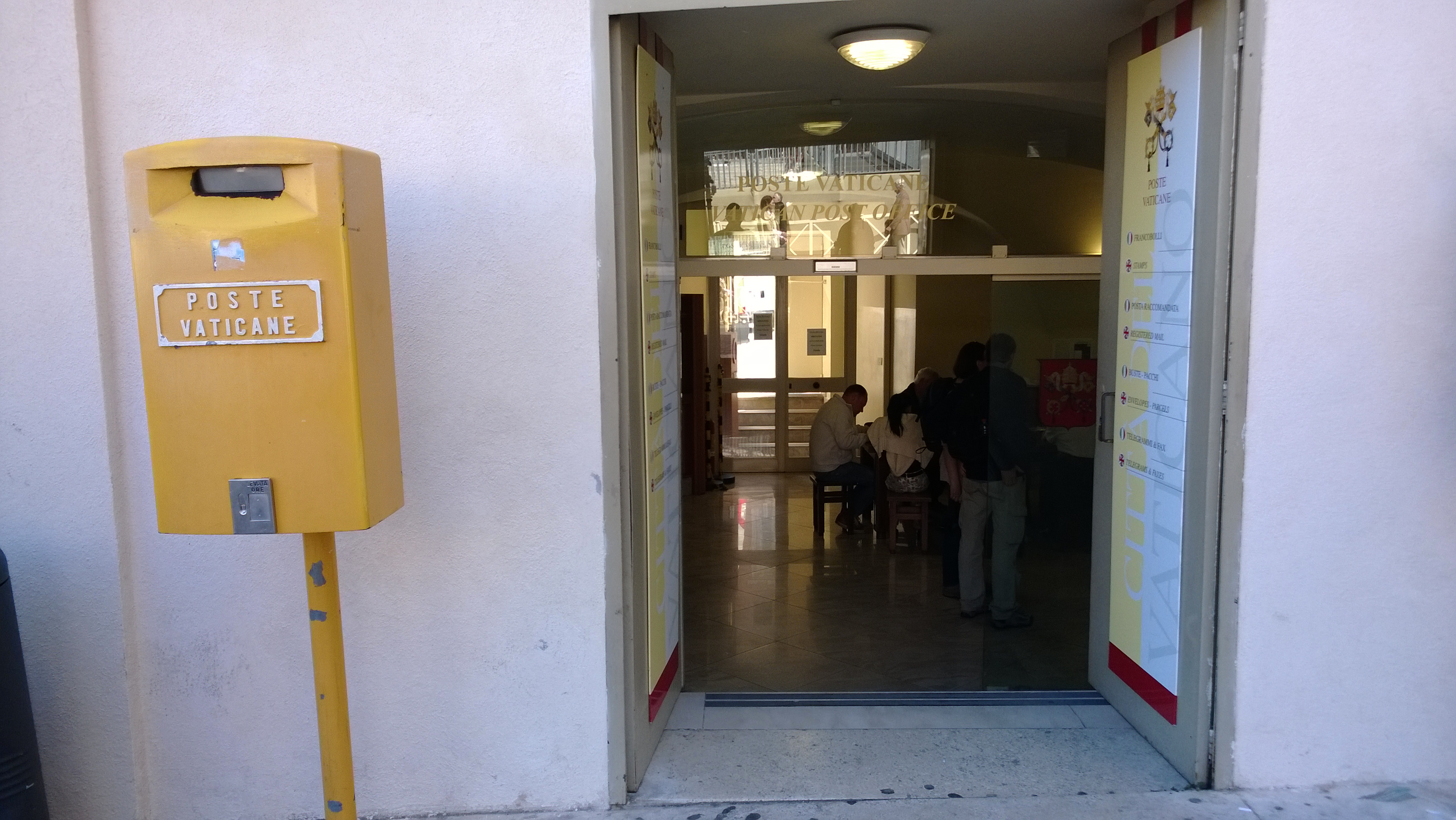